# 人民社会主义
人民社会主义（英語：Popular socialism）一词在不同的国家有不同的含义。

## 北欧国家
人民社会主义（丹麦语：Folkesocialisme；挪威语：Folkesosialisme）是北欧国家的一个独特的社会主义流派。在这个背景下，该术语可以被视为一种独特的意识形态倾向，起源于阿克塞尔·拉尔森于1956年与丹麦共产党的决裂。拉尔森创建了社会主义人民党，该党的定位在共产主义和社会民主主义之间。在挪威，一个类似的政党，即社会主义人民党，也是由反北约/反欧洲经济共同体的力量从工党分裂而出，并在后来演变为社会主义左翼党。如今，丹麦社会主义人民党和挪威社会主义左翼党都将其意识形态基础认定为“人民社会主义”。在瑞典，这个术语有时也被使用，曾有一段时间左翼党的右翼部分讨论以丹麦社会主义人民党作为模范来形成一个政治项目，但最终未能分裂。
北欧国家的人民社会主义受到绿色政治和民主社会主义的启发，强调基层民主、社会公正和环境主义。人民社会主义政党参与民主选举，以获得支持并影响政策，但并不将政府的权力视为其主要目标，而是更倾向于在地方层面上通过参与性系统开展工作。

## 美国
美国人民党是一个民粹主义的农民-劳工运动，主张累进所得税、联邦农业信贷、铁路、电报和银行的公有化、八小时工作日、成立劳动组织的权利，以及其他人民社会主义运动典型的要求。

## 中东欧国家
中东欧国家的人民社会主义起源于1890年代，旨在与传统社会民主主义区分开来，基本意识形态模式借鉴了德意志帝国的民族-社会协会。最著名的政党包括南斯拉夫王国的人民社会党、罗马尼亚王国的人民主义者、俄罗斯帝国的人民社会主义者和民粹派，以及捷克斯洛伐克的“民族社会主义”（又称“人民社会主义”）政党捷克斯洛伐克民族社会党。这种东欧形式在意识形态上比北欧国家的社会主义更少左倾，严格拒绝马克思主义，并具有一定的修正主义元素。在1920年代，这些政党作为观察员党活跃于社会主义工人国际，但从未成为正式成员，尽管捷克斯洛伐克民族社会党后来加入激进和类似民主党派国际协约，并且其代表在1947年成为自由党国际的创始成员之一。

## 德国
人民社会主义（德语：Volkssozialismus）是由捷克斯洛伐克共和国德意志社会民主工人党领导人温泽尔·雅克什在1930年代提出的独特路线。这一路线受到奥托·施特拉塞尔的启发，将非马克思主义社会民主主义与德意志民族主義结合，作为反抗纳粹主义的一种形式。它也受到德国社会民主党内的威廉·索尔曼等政治家的推动，战后在德国社会民主党中依然存在，主要代表是被驱逐者联合会中的苏台德德意志人领导人。